# Killing Bono
Killing Bono è un film del 2011 diretto da Nick Hamm, basato sul libro Killing Bono: I Was Bono's Doppelgänger di Neil McCormick.

## Trama
La trama, ispirata ad una storia vera, è narrata dal punto di vista di due fratelli irlandesi, Neil McCormick (Ben Barnes) e Ivan McCormick (Robert Sheehan), aspiranti rock star, che si troveranno ostacolati dall'improvvisa ascesa degli U2, leader dei quali è il loro compagno di classe, Bono.

## Produzione
Il film, girato nell'Irlanda del Nord, è stato finanziato dalla Northern Ireland Screen e distribuito dalla Paramount Pictures (distributore del precedente film degli U2 Rattle and Hum) nel Regno Unito il 1º aprile 2011. Affidata alla Sony la distribuzione della colonna sonora.

## Curiosità
- È l'ultimo film interpretato da Pete Postlethwaite morto poco dopo.
- Parte delle canzoni facenti parte della colonna sonora del film sono suonate dagli stessi attori Robert Sheehan e Ben Barnes con l'aiuto di Joe Echo.